# Lista de municípios da Região Metropolitana do Vale do Aço

Localização dos municípios da Região Metropolitana do Vale do Aço:
Região metropolitana
Colar metropolitano

Essa é a lista de municípios da Região Metropolitana do Vale do Aço (RMVA), são as divisões englobadas pela região metropolitana supracitada, localizada no estado de Minas Gerais, Brasil. O Vale do Aço, criado pela lei complementar nº 51 de 30 de dezembro de 1998 e instituído pela lei complementar nº 90 de 12 de janeiro de 2006, é composto por quatro municípios principais (Coronel Fabriciano, Ipatinga, Santana do Paraíso e Timóteo), além de outros 24 que fazem parte do chamado colar metropolitano.
A lei complementar nº 90 (de 2006) organizou o colar metropolitano em 22 municípios, mas Bom Jesus do Galho e Caratinga foram adicionados ao conjunto pela lei complementar nº 122, de 5 de janeiro de 2012, totalizando quatro cidades principais e 24 no colar a partir de então. Não há uma cidade-sede oficial, porém a agência metropolitana é sediada em Ipatinga. A população dos quatro municípios principais foi estimada em 458 846 habitantes pelo Instituto Brasileiro de Geografia e Estatística (IBGE) em 2022, estando distribuída em uma área de 806,584 km² (718 283 habitantes e 7 293,588 km² se incluído o colar metropolitano).
O desenvolvimento da região se deve primeiramente à construção da Estrada de Ferro Vitória a Minas (EFVM). Através dos trilhos da ferrovia se fixaram na região operários e viajantes de várias partes de Minas Gerais e até do Brasil; que se instalaram em busca de emprego na região, expandido então os primeiros núcleos urbanos do Vale do Aço. Entre as décadas de 1940 e 1960 ocorreu outro grande crescimento em decorrência da instalação das grandes empresas locais, como a Cenibra, em Belo Oriente; a Aperam South America (antiga Acesita, "Aços Especiais Itabira"), em Timóteo; e a Usiminas, em Ipatinga. Essas indústrias atraíram um contingente de pessoas que faz com que o Vale do Aço seja considerado como um dos principais polos urbanos do interior do estado.
Com 227 731 habitantes, Ipatinga é o município mais populoso dos quatro principais da região metropolitana, seguido por Coronel Fabriciano (104 736 habitantes) e Timóteo (81 579 habitantes). Contudo, Caratinga é o mais populoso do colar metropolitano, com 87 360 habitantes. Ipatinga possui o maior Produto Interno Bruto (PIB) da RMVA, cujo valor é de 11 150 344,90 mil reais, seguida por Timóteo, com 3 640 302,21 mil reais; segundo o IBGE no ano de 2022. Ambas as economias são influenciadas pela presença das grandes indústrias em seus territórios. Já no colar metropolitano, o maior valor do PIB pertence a Caratinga, com 2 015 377,26 mil reais, cujo desenvolvimento se deve ao cultivo do café e ao comércio.

## Localização
| 1 | Coronel Fabriciano |
| 2 | Ipatinga           |

| 3 | Santana do Paraíso |
| 4 | Timóteo            |

| 1 | Coronel Fabriciano |
| 2 | Ipatinga           |

| 3 | Santana do Paraíso |
| 4 | Timóteo            |

| 5  | Açucena            |
| 6  | Antônio Dias       |
| 7  | Belo Oriente       |
| 8  | Bom Jesus do Galho |
| 9  | Braúnas            |
| 10 | Bugre              |
| 11 | Caratinga          |
| 12 | Córrego Novo       |

| 13 | Dionísio     |
| 14 | Dom Cavati   |
| 15 | Entre Folhas |
| 16 | Iapu         |
| 17 | Ipaba        |
| 18 | Jaguaraçu    |
| 19 | Joanésia     |
| 20 | Marliéria    |

| 21 | Mesquita            |
| 22 | Naque               |
| 23 | Periquito           |
| 24 | Pingo-d'Água        |
| 25 | São João do Oriente |
| 26 | São José do Goiabal |
| 27 | Sobrália            |
| 28 | Vargem Alegre       |

| 5  | Açucena            |
| 6  | Antônio Dias       |
| 7  | Belo Oriente       |
| 8  | Bom Jesus do Galho |
| 9  | Braúnas            |
| 10 | Bugre              |
| 11 | Caratinga          |
| 12 | Córrego Novo       |

| 13 | Dionísio     |
| 14 | Dom Cavati   |
| 15 | Entre Folhas |
| 16 | Iapu         |
| 17 | Ipaba        |
| 18 | Jaguaraçu    |
| 19 | Joanésia     |
| 20 | Marliéria    |

| 21 | Mesquita            |
| 22 | Naque               |
| 23 | Periquito           |
| 24 | Pingo-d'Água        |
| 25 | São João do Oriente |
| 26 | São José do Goiabal |
| 27 | Sobrália            |
| 28 | Vargem Alegre       |

## Municípios da Região Metropolitana do Vale do Aço
| Município           | Área (km²) | População (hab.) (2022) | Densidade demográfica (hab./km²) | PIB (mil R$) (2020) | PIB per capita (R$) (2020) | IDH-M (2010) |
| ------------------- | ---------- | ----------------------- | -------------------------------- | ------------------- | -------------------------- | ------------ |
| Açucena             | 815,422    | 8 943                   | 10,97                            | 138 594,37          | 14 794,45                  | 0,610 médio  |
| Antônio Dias        | 787,061    | 9 219                   | 11,71                            | 393 064,62          | 42 378,93                  | 0,645 médio  |
| Belo Oriente        | 334,909    | 23 928                  | 71,45                            | 1 876 489,28        | 69 515,05                  | 0,686 médio  |
| Bom Jesus do Galho  | 592,289    | 14 536                  | 24,54                            | 161 946,49          | 10 896,68                  | 0,623 médio  |
| Braúnas             | 378,318    | 4 441                   | 11,74                            | 203 226,12          | 42 613,99                  | 0,624 médio  |
| Bugre               | 161,491    | 4 041                   | 25,02                            | 42 119,23           | 10 574,75                  | 0,627 médio  |
| Caratinga           | 1 258,479  | 87 360                  | 69,42                            | 2 015 377,26        | 21 763,63                  | 0,706 alto   |
| Coronel Fabriciano  | 221,252    | 104 736                 | 473,38                           | 1 824 934,87        | 16 546,69                  | 0,755 alto   |
| Córrego Novo        | 205,385    | 2 875                   | 14                               | 35 050,32           | 12 848,36                  | 0,632 médio  |
| Dionísio            | 339,375    | 6 847                   | 20,18                            | 81 751,96           | 10 744,11                  | 0,702 alto   |
| Dom Cavati          | 59,52      | 4 904                   | 82,39                            | 62 973,60           | 12 474,96                  | 0,688 médio  |
| Entre Folhas        | 85,39      | 5 179                   | 60,65                            | 62 569,52           | 11 636,51                  | 0,634 médio  |
| Iapu                | 340,994    | 12 030                  | 35,28                            | 143 032,08          | 12 949,94                  | 0,654 médio  |
| Ipaba               | 113,246    | 17 136                  | 151,32                           | 178 559,99          | 9 513,56                   | 0,665 médio  |
| Ipatinga            | 164,884    | 227 731                 | 1 381,16                         | 11 150 344,90       | 42 011,93                  | 0,771 alto   |
| Jaguaraçu           | 163,76     | 3 092                   | 18,88                            | 108 104,18          | 34 406,17                  | 0,679 médio  |
| Joanésia            | 233,292    | 4 329                   | 18,56                            | 106 644,76          | 23 825,91                  | 0,626 médio  |
| Marliéria           | 545,813    | 4 592                   | 8,41                             | 48 438,12           | 12 007,47                  | 0,657 médio  |
| Mesquita            | 274,938    | 5 040                   | 18,33                            | 51 884,85           | 9 355,36                   | 0,656 médio  |
| Naque               | 127,173    | 6 303                   | 49,56                            | 83 512,17           | 11 844,02                  | 0,675 médio  |
| Periquito           | 228,907    | 6 553                   | 28,63                            | 99 484,97           | 14 688,46                  | 0,651 médio  |
| Pingo-d'Água        | 66,57      | 4 706                   | 70,69                            | 46 235,15           | 9 273,00                   | 0,619 médio  |
| Santana do Paraíso  | 276,067    | 44 800                  | 162,28                           | 776 560,72          | 21 955,97                  | 0,685 médio  |
| São João do Oriente | 120,122    | 7 070                   | 58,86                            | 100 701,50          | 13 527,88                  | 0,648 médio  |
| São José do Goiabal | 189,578    | 5 396                   | 28,46                            | 61 138,12           | 11 349,20                  | 0,666 médio  |
| Sobrália            | 206,787    | 5 137                   | 24,84                            | 61 277,51           | 11 113,08                  | 0,631 médio  |
| Timóteo             | 144,381    | 81 579                  | 565,03                           | 3 640 302,21        | 40 194,13                  | 0,770 alto   |
| Vargem Alegre       | 116,664    | 5 780                   | 49,54                            | 68 584,14           | 10 600,33                  | 0,631 médio  |
| Total ou média      | 7 293,588  | 718 283                 | 98,48                            | 23 622 903,01       | —                          | 0,664 médio  |

### Legenda
- Região metropolitana
- Colar metropolitano